# 第十七號計劃
第十七號計劃（法語：Plan XVII）是法國總司令約瑟夫·霞飛在第一次世界大战前针对德意志帝国擬定的戰略計劃，在1913年被法國國防部採用。根據霞飛的說法，該計畫的目標是：1.禦敵於國門之外；2.以第三與第四軍團在比利時東部及盧森堡發起主攻，威脅德軍在那慕爾-荷蘭邊境之間渡過默兹河的右翼大部隊後方交通線；3.以第一與第二軍團在梅斯與洛林地區發起輔助攻勢以阻止德軍攻擊第三與第四軍團側翼；4.以英国远征军、比利時陸軍與第五軍團依託那慕爾、莫伯日與安特衛普三大要塞在桑布爾河與默茲河之間佔據阻擊陣地，拖延並阻擋德軍右翼大軍的推進

## 參看
- 第一次世界大戰列強軍備競賽
- 施里芬計劃
- 第十九號計劃